# Президентские выборы в Румынии (1992)
Президентские выборы состоялись в Румынии 27 сентября 1992 года, второй тур выборов прошёл 11 октября. Впервые президент страны избирался на полный четырёхлетний срок.
В результате выборов во второй тур вышли лидировавший в первом туре действующий глава государства Ион Илиеску и кандидат объединённой либеральной оппозиции Эмиль Константинеску. Во втором туре голосования Илиеску одержал убедительную победу, получив более 60 % голосов.
Среди кандидатов также был бывший премьер-министр Молдавии Мирча Друк, занявший в первом туре последнее место.

## Результаты первого тура

| Кандидат             | Политическая партия                          | Голосов   | %       |
| -------------------- | -------------------------------------------- | --------- | ------- |
| Ион Илиеску          | Демократический фронт национального спасения | 5,633,456 | 47,34 % |
| Эмиль Константинеску | Румынское демократическое собрание           | 3,717,006 | 31,24 % |
| Георге Фунар         | Румынская партия национального единства      | 1,294,388 | 10,88 % |
| Каюс Траян Драгомир  | независимый                                  | 564,655   | 4,74 %  |
| Иоан Мэнзату         | Республиканская партия                       | 362,485   | 3,05 %  |
| Мирча Друк           | Экологическое движение Румынии               | 326,866   | 2,75 %  |

Ион Илиеску
Эмиль Константинеску
Георге Фунар

## Результаты второго тура
| Кандидат             | Политическая партия                          | Голосов   | %       |
| -------------------- | -------------------------------------------- | --------- | ------- |
| Ион Илиеску          | Демократический фронт национального спасения | 7,393,429 | 61,43 % |
| Эмиль Константинеску | Румынское демократическое собрание           | 4,641,207 | 38,57 % |

Явка на выборах составила 76,29 % избирателей в первом туре и 73,23 % избирателей во втором туре.

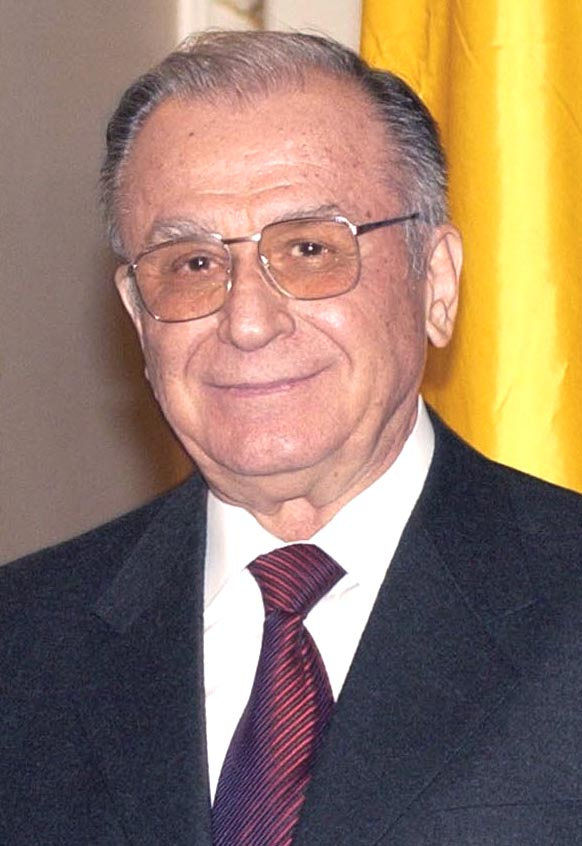
Ион Илиеску был переизбран на пост президента Румынии
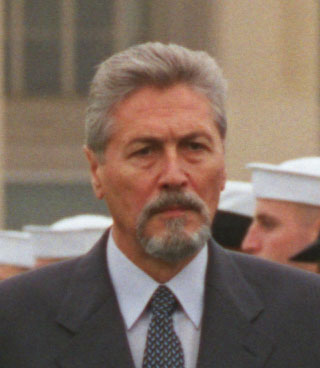
Эмиль Константинеску